# Олая (Колумбия)
Олая (исп. Olaya) — город и муниципалитет на западе Колумбии, на территории департамента Антьокия. Входит в состав субрегиона Западная Антьокия.

## История
Поселение из которого позднее вырос город было основано 1 января 1773 года. Муниципалитет Олая был выделен в отдельную административную единицу в 1936 году.

## Географическое положение
Город расположен в западной части департамента, на правом берегу реки Каука, на расстоянии приблизительно 44 километров к северо-западу от Медельина, административного центра департамента. Абсолютная высота — 743 метра над уровнем моря.

Муниципалитет Олая граничит на севере с муниципалитетом Либорина, на востоке — с муниципалитетом Бельмира, на юге и юго-востоке — с муниципалитетом Сопетран, на западе — с муниципалитетом Санта-Фе-де-Антьокия. Площадь муниципалитета составляет 160 км².

## Население
По данным Национального административного департамента статистики Колумбии, совокупная численность населения города и муниципалитета в 2012 году составляла 3132 человек.
Динамика численности населения муниципалитета по годам:
| 2005 | 2006 | 2007 | 2008 | 2009 | 2010 | 2011 | 2012 |
| ---- | ---- | ---- | ---- | ---- | ---- | ---- | ---- |
| 2916 | 2934 | 2965 | 2999 | 3032 | 3062 | 3100 | 3132 |

Согласно данным переписи 2005 года мужчины составляли 51,8 % от населения Олаи, женщины — соответственно 48,2 %. В расовом отношении белые и метисы составляли 98,2 % от населения города; негры, мулаты и райсальцы — 1,8 %.
Уровень грамотности среди всего населения составлял 80,6 %.

## Экономика
Основу экономики Олаи составляет сельскохозяйственное производство.

50,6 % от общего числа городских и муниципальных предприятий составляют предприятия торговой сферы, 43,4 % — предприятия сферы обслуживания, 6 % — промышленные предприятия.